# Pelzhaus A. Weiss

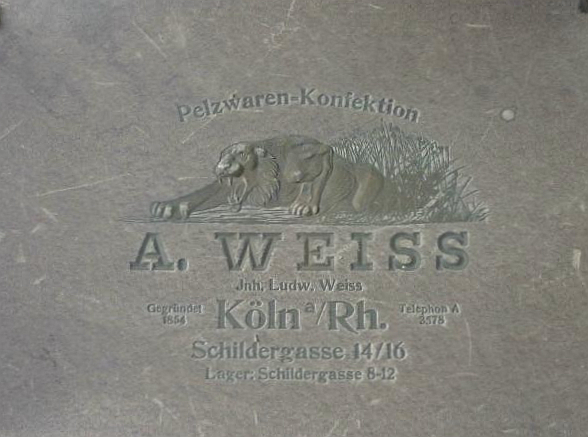
Aufschrift einer Pelzschachtel der Firma A. Weiss

Das Pelzhaus A. Weiss in Köln befand sich in der verkehrsreichen Einkaufsstraße Schildergasse, Hausnummer 14–16. In dem benachbarten Haus, Nummer 8–12, unterhielt man ein zusätzliches Lager. Das im Auftrag des Unternehmens erbaute, heute noch bestehende Geschäftshaus Nummer 14–16 wurde von den Architekten Clemens Klotz und Regierungsbaumeister Joseph Fieth erstellt, es galt in jener Zeit als „eine Manifestierung höchster künstlerischer Kultur der Moderne“.

## Die Firma A. Weiss
Im Jahr 1854 gründete der Kürschner Adam Weiß eine Kürschnerei mit Pelzverkauf. Ein späterer Inhaber war Ludwig Weiss.
Zur Zeit der Geschäftsgründung der Firma arbeiteten die Kürschner für die meisten Kunden noch nach Maß, das heißt, der Käufer bestellte einen Pelz, der für ihn anhand der ihm vorgelegten Felle oder Felltafeln angefertigt wurde. Mit der Erfindung und Einführung der Pelznähmaschine um 1900 und einer Mode, bei der Pelz nicht nur als Fellfutter und als Besatz getragen wurde, nahm die Kürschnerei einen gewaltigen Aufschwung. Insbesondere die Pariser Firma Revillon Frères begann vor der Wende zum 20. Jahrhundert mit der Anfertigung von Pelzkonfektion, die sie auch an Textil-Einzelhandelsgeschäfte und an Kürschner verkaufte. Aus der Aufschrift auf der hier abgebildeten Pelzschachtel ist zu entnehmen, dass Ludwig Weiss bereits Anfang des 20. Jahrhunderts damit warb, dass er Pelzkonfektion führt. Im Briefkopf einer Rechnung für die Aufbewahrung von Pelzcapes vom 1. Januar 1912 wird zusätzlich zur „Pelzwaren-Confection“ auf ein „Rauchwaren-Lager“ hingewiesen. Das deutet darauf hin, dass man vielleicht neben dem Einzelhandel einen Fellgroßhandel betrieb, vielleicht auch einen Pelzkonfektionshandel für andere Einzelhändler.
Auf zwei Fotos aus dem Jahr 1955 des Kölner Fotografen Carl Detzel, zehn Jahre nach Ende des Zweiten Weltkriegs, ist ein Schaufenster des Verkaufsraums im linken, älteren Nachbargebäude, Haus Nummer 8–12, abgebildet. Die Dekoration zeigt hochwertige Pelze, der Mode der Zeit entsprechend unter anderem Ozelotmäntel und -felle, einen ausgelassen gearbeiteten Pelzmantel, Pelzkolliers sowie diverse kleine Pelzschals. Im Pelz-Fachverzeichnis von 1957 ist das Unternehmen noch aufgeführt, spätestens in der Ausgabe des Jahres 1966 ist es nicht mehr enthalten.

## Das Geschäftshaus
Eine detaillierte Beschreibung des auf dem schon bisherigen Firmensitz neuerbauten sechsgeschossigen Geschäftsgebäudes wurde im März 1930 veröffentlicht, Fotos des von Klotz & Fieth errichteten Gebäudes aus dem „Bildarchiv Foto Marburg“ sind mit dem spätesten Aufnahmedatum 1920 archiviert. Zu der Zeit des Neubaus, mit seiner sich „über die »neue Sachlichkeit« hinaus zu einer reifen Verwirklichung des sinnlich Schönen“ beschriebenen Fassade, befanden sich weitere Geschäftshäuser verschiedenartigster Architekturstile in der Schildergasse.
Das kleinflächige, verwinkelte Grundstück mit Vor- und Rücksprüngen auf den Nachbarboden stellte besondere Anforderungen an die Architektengemeinschaft Clemens Klotz und Joseph Fieth. Auch war die Frontbreite sehr schmal, insbesondere für eine Branche, die das Bedürfnis nach einer dem Wert der Ware angemessenen Repräsentation hat. Allerdings verbreiterte sich die Ausstellungsfläche durch das Schaufenster des links benachbarten Ladens, der ebenfalls von der Firma bewirtschaftet wurde.
Die Ladenfront bestand aus einer sehr großen, in einen straff profilierten Bronzerahmen gefassten Glasfläche, die nach rechts gebogen in die nach hinten verlegten Laden- und Hauseingänge führte. Die Rückfront, ebenfalls gebogen, schloss das elegante Schaufenster mit einer Mahagonirückwand und einer kleingeteilten Scheibenfläche vom Verkaufsraum ab. Die Ladenfront verläuft schräg zur Grundstücksachse, jedoch „die Schwingung mit der die Rundung des Ladenraumes in das Schaufenster hineingreift, die Kurven der Holzwand und des Glases verlöschen alle Differenzen der Schrägen“. Der Laden war durchschnittlich 5 Meter breit und etwa 19 Meter tief. Zum Schutz gegen Einbruch war ein Rollgitter eingebaut.
Große, von Fenster zu Fenster des nächsten Stockwerks reichende Kalksteinplatten bildeten die Außenansicht. Der offensichtlich mit dem Neubau ebenfalls modernisierte, jetzt sehr sachliche Firmenschriftzug A. Weiss aus mattglänzender Bronze befand sich über dem Laden, darüber die Fensterfronten der drei Stockwerke. Ein weiterer vertikaler Firmenschriftzug „Pelze A. Weiss“ befand sich an der Seitenwand des durch die Straßenkrümmung weiter in den Gehweg hineinragenden Seitenwand des linken Nachbarhauses, dessen Ladenfläche wohl ebenfalls als Verkaufsraum von der Firma genutzt wurde.
Die Vorderfront des Hauses zeigte sich in drei Stockwerken, der Höhe der Nachbarhäuser entsprechend. Drei weitere, jeweils stufig zurückgesetzte Etagen waren allenfalls von der der gegenüberliegenden Straße, auf jeden Fall aber von der Kreuzung Hohe Straße aus zu sehen. Während die durchgehenden Fensterflächen des zweiten und dritten beiden Stockwerks durch Rahmen achtfach geteilt waren, wies die erste Etage ein ebenfalls durchgehendes, aber aus einer einzigen breiten Glasscheibe bestehendes Fenster auf. Sie wurde nur durch das mittig angebrachte Signet der Firma unterbrochen, eine auf einem Fuchs stehende, schlanke Diana. Der Fuchs erinnert in seiner Form an die zu der Zeit sich in Mode befindlichen Fuchskolliers, Pelzkragen in Tierform. Die Plastik der Göttin der Jagd stammt von dem Kölner Bildhauer Willy Meller. Das erste, acht Meter breite Geschoss wurde ebenfalls als Verkaufsraum genutzt.
Die Wandverkleidung des Ladeninneren bestand aus poliertem naturfarbenem Mahagoni. Große Wandspiegel vervielfältigten die Weite des Raumes. Einziges Schmuckwerk waren kristallene Lüster., die „eine wohlig intime und distinguierte Atmosphäre“ erzeugten. Ein Glasdach im hinteren Ladenbereich brachte tagsüber zusätzliches Licht. Die gerundete Form des Fensters wiederholte sich harmonisch in den gerundeten Raumecken, gerundeten Verkaufstischen und gläsernen Ausstellungsvitrinen. Die Pelzwaren waren ansonsten sämtlich in entlüfteten Wandschränken verborgen.
Der Wand- und Deckenanstrich der Räume war durchweg in freundlichen und lichten Farben gehalten. Das Treppenhaus war gelblich mit Steinplatten getäfelt. Um möglichst wenig der wertvollen Ladenfläche zu verlieren, erfolgte der Übergang von der Straße zur Treppe durch einen zwischengeschosslichen Flur, der seitlich den Ladenraum überbrückte. Die Pelzaufbewahrung für Kundenware während der Sommermonate befand sich in gekühlten und belüfteten Kellergeschossen, die hinten vom Laden aus zugänglich waren.
Außer der geräumigen Wohnung befanden sich in den Obergeschossen eine Reihe von Werkstatträumen, die besonders in den oberen beiden Stockwerken eine außergewöhnlich günstige Belüftung und ideale Lichtverhältnisse für die fellsortierenden Kürschner boten.

Im neuerbauten Geschäftshaus
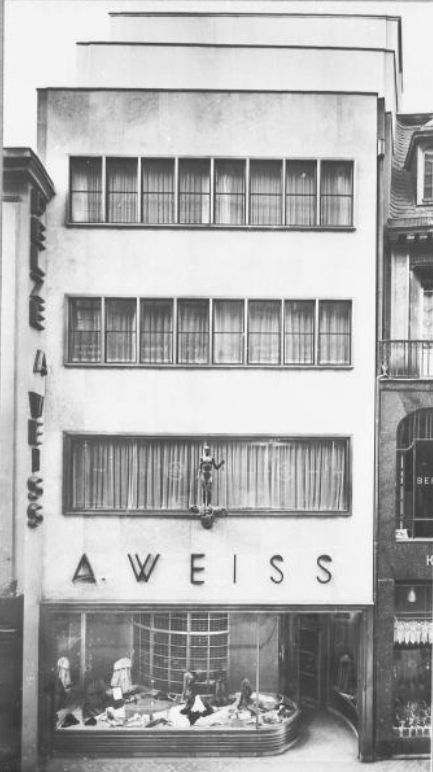
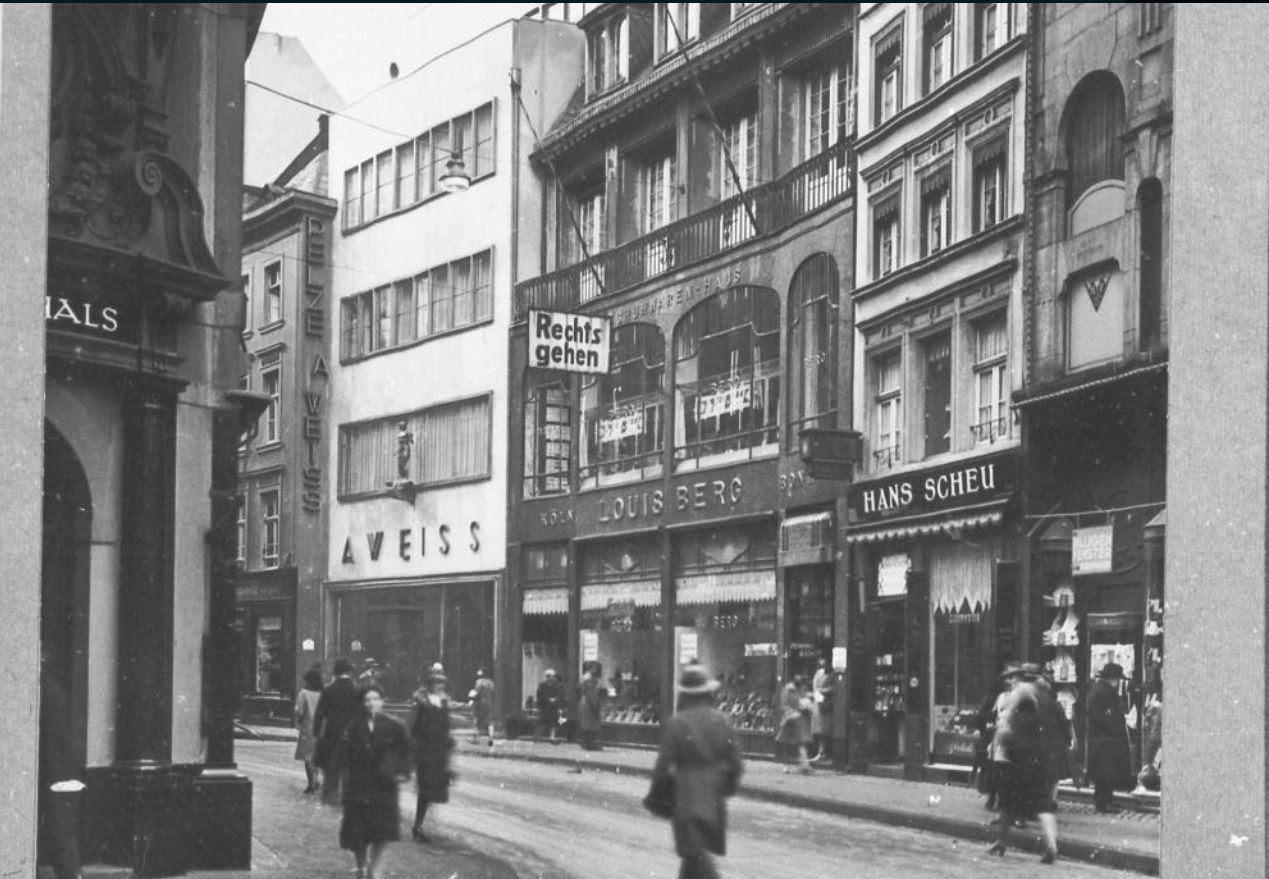
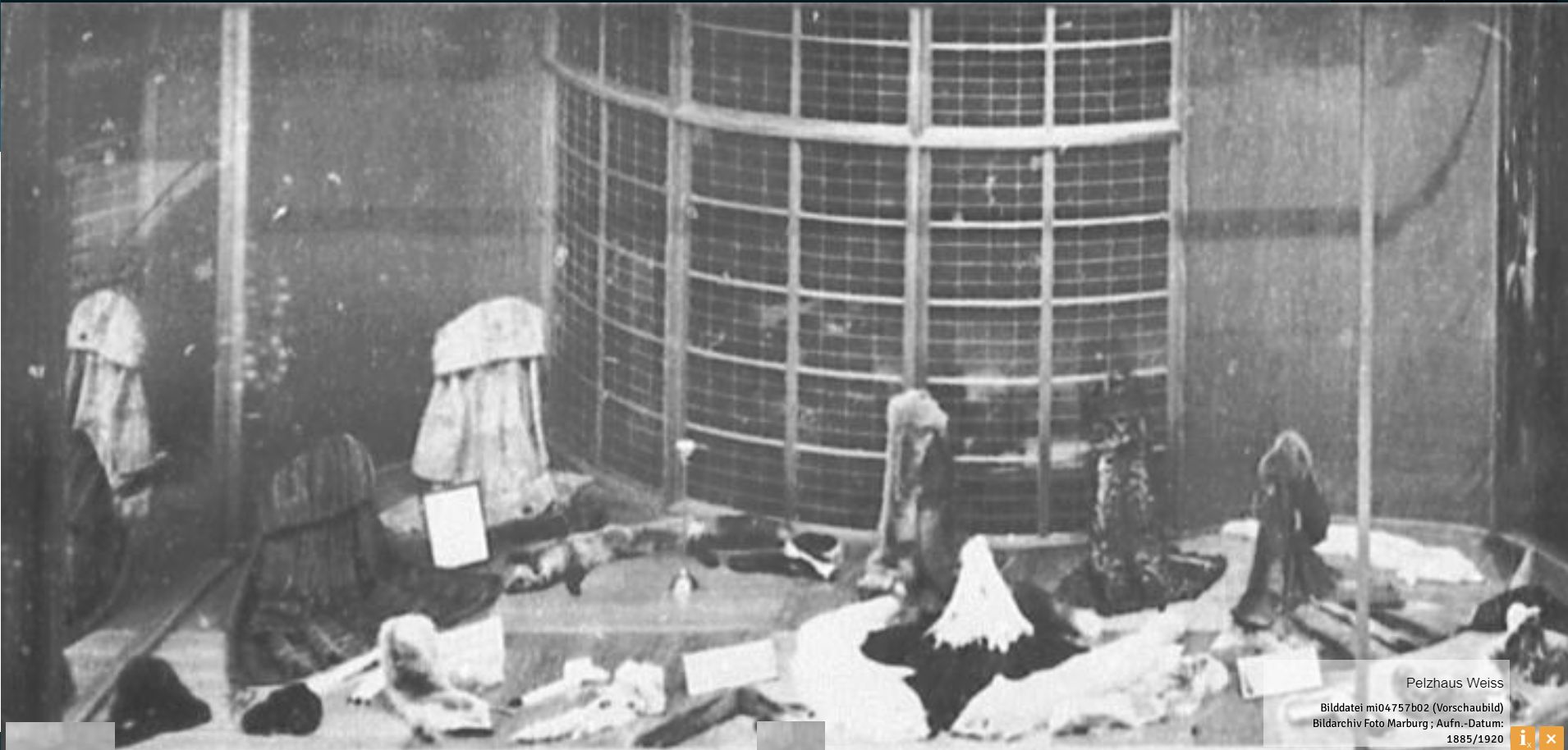

### Das Geschäftshaus nach dem Zweiten Weltkrieg (1939–1945) bis heute
Heute befindet sich die Statue der Diana nicht mehr mittig vor der Fensterfront der ersten Etage, sondern am Haus links, tiefergesetzt direkt über dem Ladenlokal. Das eindrucksvolle, ehemals durchgehende Fenster des ersten Stockwerks wurde, wie bisher schon in den übrigen Etagen, in Einzelfenster zertrennt. Das Muster der ursprünglichen kleingeteilten Schaufensterrückwand wurde ähnlich in der jetzt erneut separaten Hauseingangstür wieder aufgenommen.
Nach dem Textil-Filialisten Bonita betreibt jetzt im Erdgeschoss die Firma Rituals mit einer modernisierten, offenen Ladenfront eine Filiale, hauptsächlich mit Körperpflegeprodukten.Stand  Mai 2017

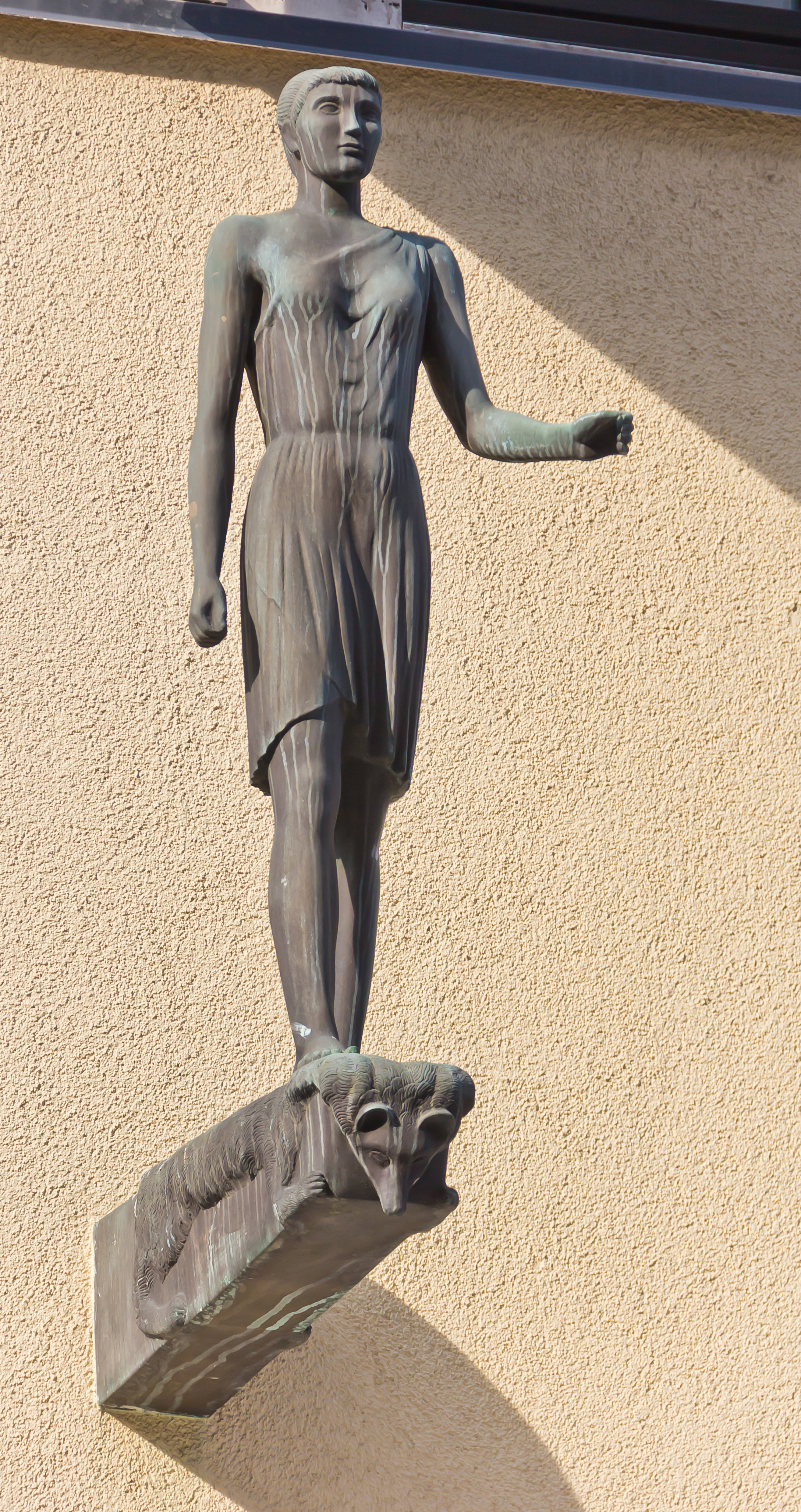
Diana auf dem Fuchskollier (2014)
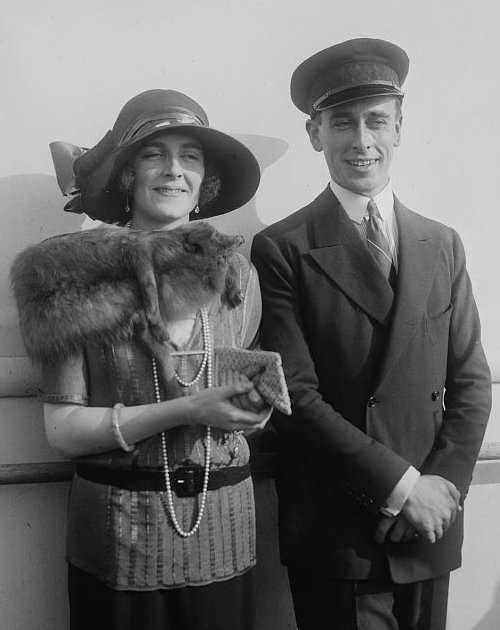
Fuchskollier in den 1920er Jahren
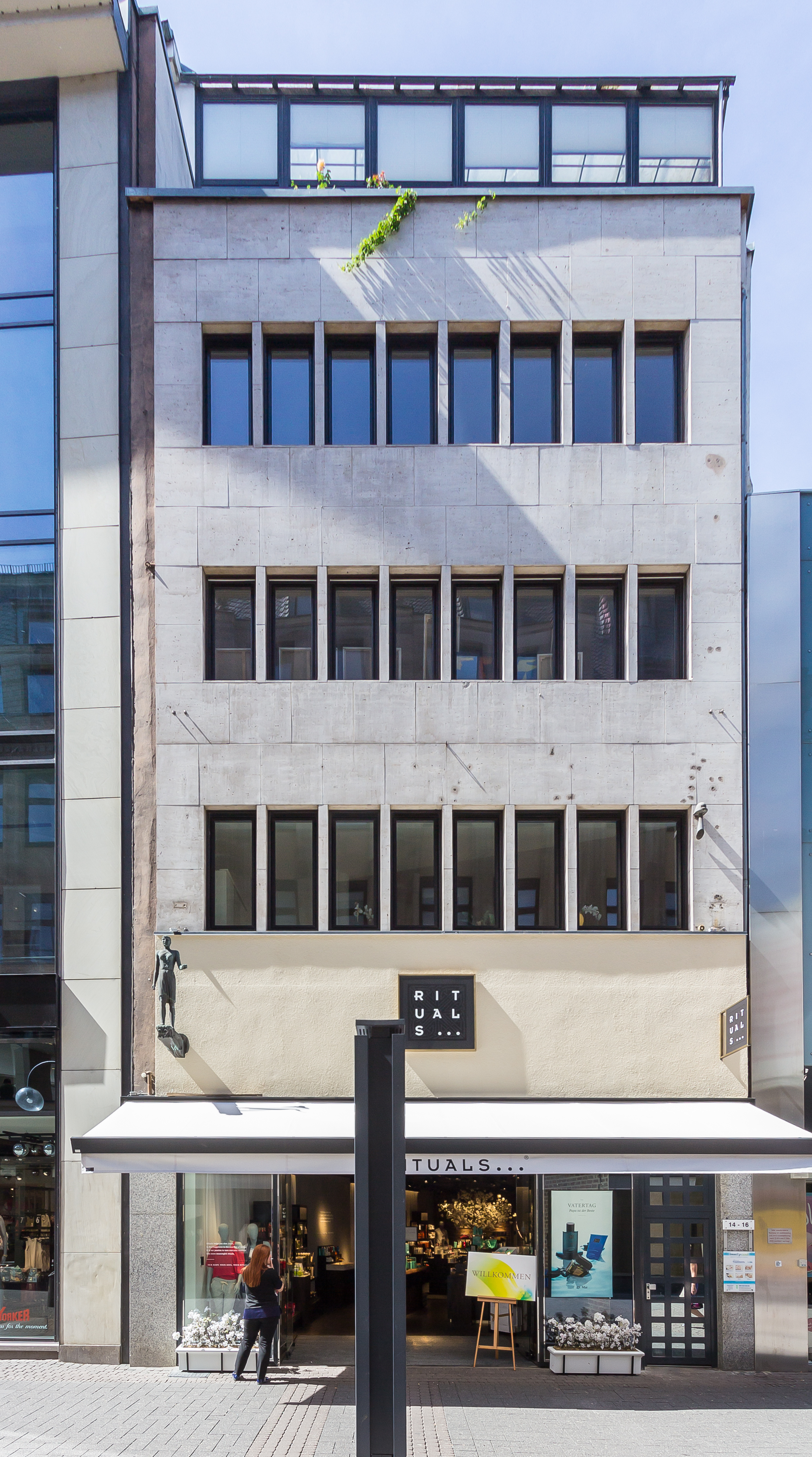
Frontansicht (2017)
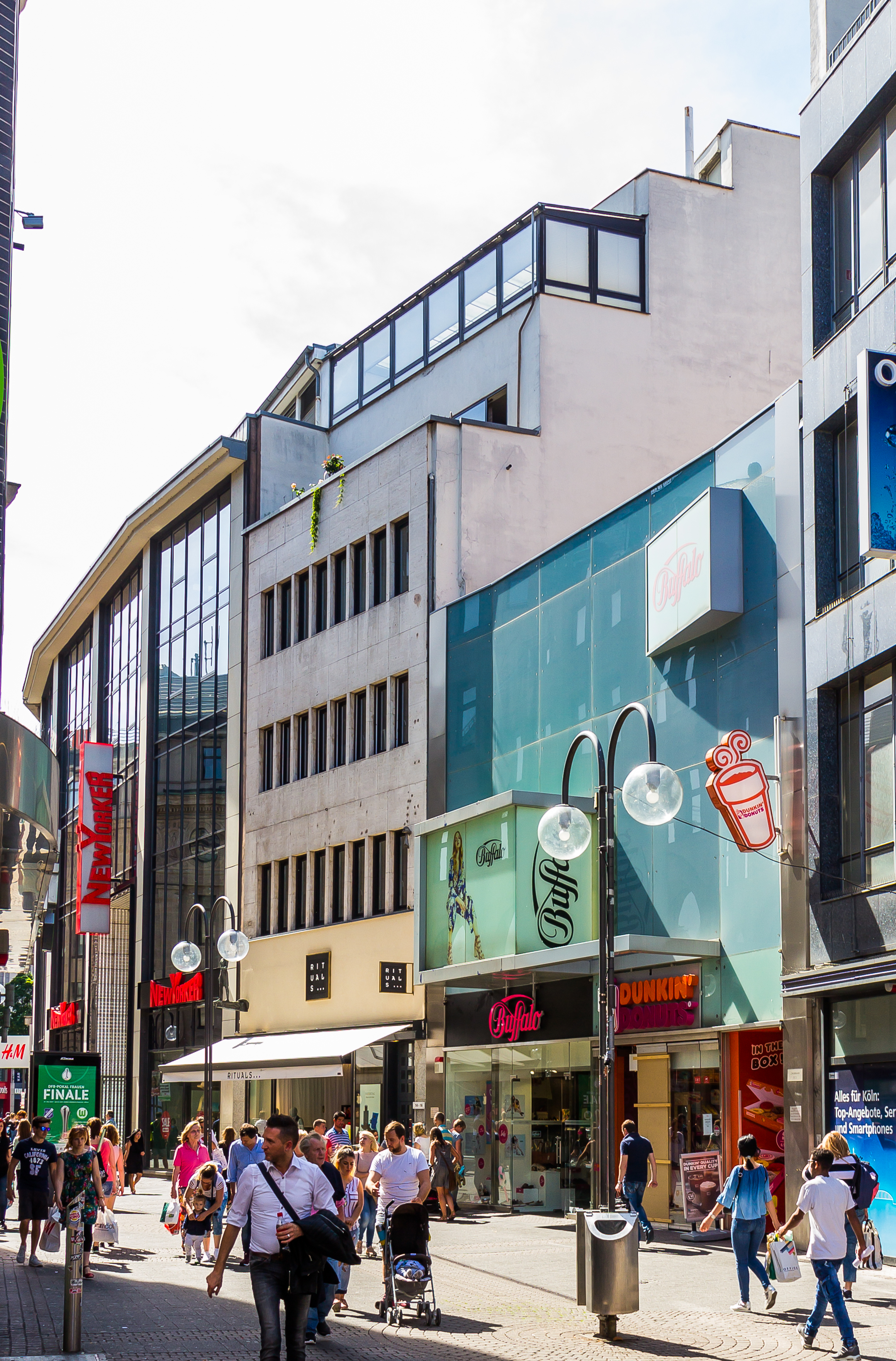
Mit den zurückgesetzten oberen Stockwerken (2017)